# Diloma coracina
Diloma coracina là một loài ốc biển, là động vật thân mềm chân bụng sống ở biển trong họ Trochidae, họ ốc đụn.

## Hình ảnh

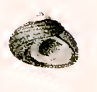